# Bakermat
Bakermat (* 8. Oktober 1991; mit bürgerlichem Namen Lodewijk Fluttert) ist ein niederländischer DJ und Musikproduzent aus Utrecht. Seine Musik lässt sich dem Genre Deep House und Tropical House zuordnen und zeichnet sich durch Jazz- und Soulelemente aus. In vielen seiner Werke bilden Instrumente wie Panflöte, Trompete und vor allem Saxophon die Begleitung.

## Leben
Fluttert verbrachte die ersten Jahre seines Lebens im niederländischen Markelo, bis er als junger Erwachsener nach Utrecht umzog, um dort ein Studium der Psychologie anzufangen. Während des Studiums begann Fluttert sich mit Deep House und dem Produzieren von Musik auseinanderzusetzen. Seine erste EP Vandaag brachte er im Sommer 2012 heraus. Sie besteht aus dem Track Vandaag (niederl.: heute), der ein Sample von Martin Luther Kings berühmter Rede „I Have a Dream“ beinhaltet, sowie einem weiteren Track Zomer (niederl.: Sommer). Vandaag war in den Niederlanden 2013 ein Sommerhit und erreichte auch in den belgischen Hitlisten jeweils Top-5-Platzierungen und in Frankreich sogar Platz eins. Im März 2014 wurde das Lied unter dem Titel One Day (Vandaag) in den deutschsprachigen Ländern veröffentlicht und erreichte auch hier sofort die Verkaufscharts. Für über 400.000 verkaufte Einheiten wurde der Song 2014 vom Bundesverband Musikindustrie mit einer Platin-Schallplatte ausgezeichnet.

## Diskografie
Alben
- 2011: Hotel Radio
- 2017: OH!K
- 2020: The Ringmaster
- 2025: Grace Note

Kompilationen
- 2007: Going Up
- 2010: Go Up to Get Down (Remixes)

Singles
- 2013: Strandfeest
- 2013: Vandaag
- 2013: Zomer
- 2013: Uitzicht
- 2014: One Day (Vandaag) (internationale Veröffentlichung von Vandaag)
- 2014: Teach Me
- 2015: Another Man
- 2016: Games (feat. Marie Plassard)
- 2016: Games Continued
- 2016: Ballade / Gone
- 2016: Living (feat. Alex Clare, NL: Gold)
- 2016: Dreamreacher
- 2017: Baby
- 2017: Don’t Want You Back (feat. Kiesza)
- 2018: Do Your Thing (feat. Randa Khamis) / Lion
- 2018: Partystarter
- 2019: Trouble (feat. Albert Gold)
- 2019: Learn to Lose (feat. Alex Clare)
- 2019: Baianá (NL: Platin, DE: Gold, AT: Gold, UK: Silber; #4 der deutschen Single-Trend-Charts am 26. Juli 2024[4])
- 2020: Under the Sun (Remix) (mit Kidda)
- 2021: Walk That Walk (mit Nic Hanson)
- 2022: Madan (King)
- 2023: Good Feeling (mit Rhys Lewis)

Remixe
- 2015: Foxes – Body Talk

## Auszeichnungen für Musikverkäufe
| Goldene Schallplatte - Frankreich - 2017: für die Single Living - 2020: für die Single Baby - Griechenland - 2024: für die Single Baianá - Italien - 2014: für die Single One Day (Vandaag) - 2017: für die Single Living - Schweden - 2022: für die Single Living - 2022: für die Single One Day (Vandaag) | Platin-Schallplatte - Italien - 2024: für die Single Baianá - Polen - 2024: für die Single Baianá - Spanien - 2024: für die Single Baianá Diamantene Schallplatte - Frankreich - 2020: für die Single Baianá |

Anmerkung: Auszeichnungen in Ländern aus den Charttabellen bzw. Chartboxen sind in ebendiesen zu finden.
| Land/RegionAuszeichnungen für Musikverkäufe (Land/Region, Auszeichnungen, Verkäufe, Quellen) | Silber     | Gold       | Platin     | Diamant  | Verkäufe | Quellen             |
| -------------------------------------------------------------------------------------------- | ---------- | ---------- | ---------- | -------- | -------- | ------------------- |
| Belgien (BRMA)                                                                               | —          | —          | 2× Platin2 | —        | 50.000   | ultratop.be         |
| Deutschland (BVMI)                                                                           | —          | Gold1      | Platin1    | —        | 700.000  | musikindustrie.de   |
| Frankreich (SNEP)                                                                            | —          | 2× Gold2   | —          | Diamant1 | 499.999  | snepmusique.com     |
| Griechenland (IFPI)                                                                          | —          | Gold1      | —          | —        | 10.000   | Einzelnachweise     |
| Italien (FIMI)                                                                               | —          | 2× Gold2   | Platin1    | —        | 140.000  | fimi.it             |
| Niederlande (NVPI)                                                                           | —          | Gold1      | 2× Platin2 | —        | 140.000  | nvpi.nl             |
| Österreich (IFPI)                                                                            | —          | Gold1      | —          | —        | 15.000   | ifpi.at             |
| Polen (ZPAV)                                                                                 | —          | —          | Platin1    | —        | 50.000   | olis.pl             |
| Schweden (IFPI)                                                                              | —          | 2× Gold2   | —          | —        | 80.000   | Einzelnachweise     |
| Schweiz (IFPI)                                                                               | —          | Gold1      | Platin1    | —        | 35.000   | hitparade.ch        |
| Spanien (Promusicae)                                                                         | —          | —          | Platin1    | —        | 60.000   | elportaldemusica.es |
| Vereinigtes Königreich (BPI)                                                                 | 3× Silber3 | —          | —          | —        | 600.000  | bpi.co.uk           |
| Insgesamt                                                                                    | 3× Silber3 | 11× Gold11 | 9× Platin9 | Diamant1 |          |                     |